# 鼠刺属
鼠刺属（学名：Itea）是鼠刺科下的一个属，为灌木或小乔木植物。该属共有15种，除一种产自美洲外都产自东亚地区。其属名来自古希腊语的柳树一词，指本属许多物种的花序悬垂如柳枝。